# Andrew Wyeth
Andrew Newell Wyeth (Chadds Ford, Pennsylvania, 1917. július 12. – ugyanott, 2009. január 16.) amerikai realista festő, alkotásaiban főképp az amerikai regionalizmust képviselte. Fia, Jamie Wyeth szintén festő.  N.C. Wyeth fia. Wilmington-ben élt. Gyakran nevezték „az emberek festőjének”, mivel népszerű volt az amerikai közvélemény szemében.

## Élete
Élete során Chadss Fordban és Chushingban lakott. Ez a két hely és az itt élő emberek és itteni épületek határozták meg festészetét. Otthonában, apjától és oda járó tanítóktól leste el a festészet mélyebb részeit.
Művei számos galériában és a legjelentősebb múzeumok állandó gyűjteményeiben megtekinthetőek, többek között a National Gallery of Artban, a New York-i Whitney Múzeumban, a Metropolitan Művészeti Múzeumban, a Modern Művészeti Múzeumban vagy a Barndwine River Múzeumban.

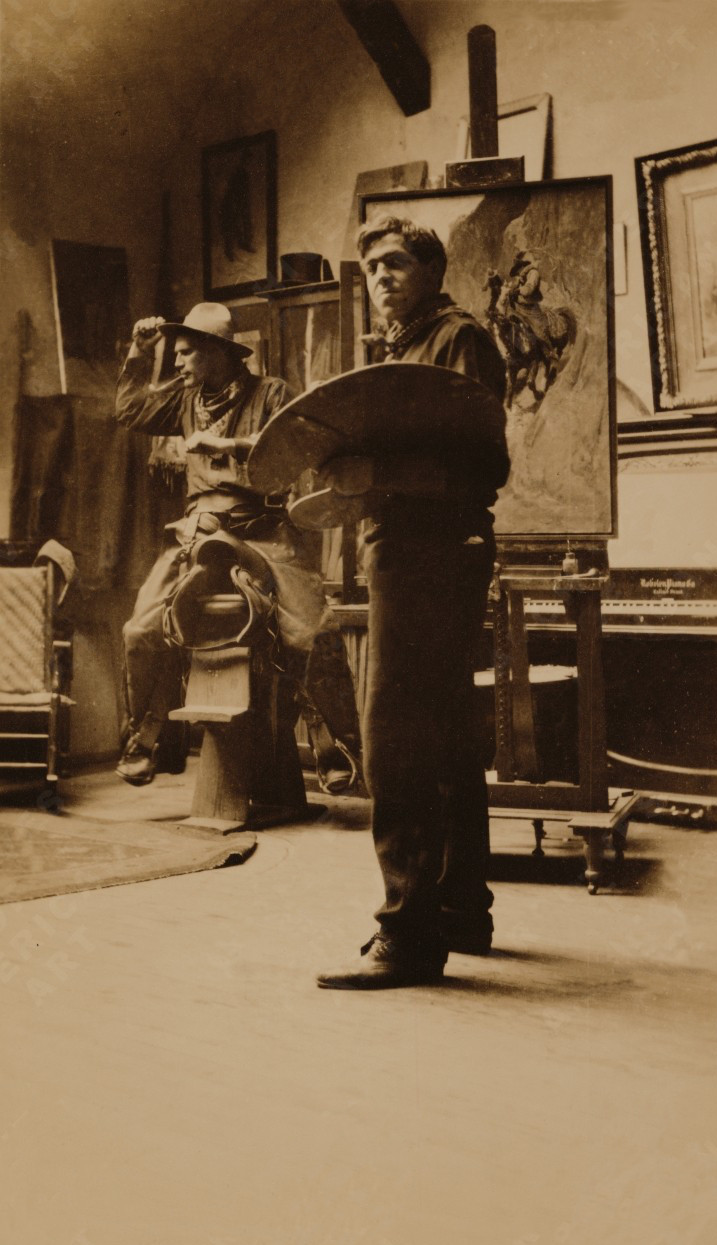
Wyeth egy cowboy modellel

New Yorkban első szóló kiállítását 1937-ben a Machbett Galleryben rendezték, ahol minden kiállított művét 24 órán belül megvették. 1945-ben az Amerikai Művészeti és Irodalmi Akadémia tagjává választották. 1963-ban megkapta az Elnöki Medált a Szabadságért, ő volt az első festő, aki részesült ebben a kitüntetésben, a díjat John Fitzgerald Kennedy adta át. Az 1967-ben New Yorkban, a Whitney Múzeumban tartott kiállítása megdöntötte az ottani nézőrekordot. 1977-ben, John Singer Sargent óta az első amerikai művészként felvették az Académie des Beaux-Arts-ba. 1980-ban, első élő amerikai művészként tagságot nyert a brit Royal Academyra. 1997-ben a Modern Művészeti Múzeum először az ő műveit állította ki még életében. 1990-ben első művészként kapta meg a Kongresszusi Aranymedált.
Egyik legismertebb műve, a Christina világa az amerikai festészet egyik ikonikus alkotása. Az ezen a képen látható ház szerepel a Silent Hill című videójáték is. A művészeti igazgató azt mondta, a képnek kevés hatása volt a választásban.
2009-ben hunyt el szülővárosában, a pennsylvaniai Chadds Ford-ban.

## Művei
- Dodges Ridge (1947)
- Pennsylvania Mill
- Tomorrow the outer Soals
- Chill Wind